# Дідово (Новосергієвський район)
Дідо́во (рос. Дедово) — село у складі Новосергієвського району Оренбурзької області, Росія.

## Населення
Населення — 149 осіб (2010; 178 у 2002).
Національний склад (станом на 2002 рік):
- росіяни — 81 %